# دينيسي بلات
دينيسي بلات (بالإنجليزية: Denise Platt)‏ هي عاملة اجتماعية بريطانية، ولدت في 21 فبراير 1945.